# Djuphavsgrav

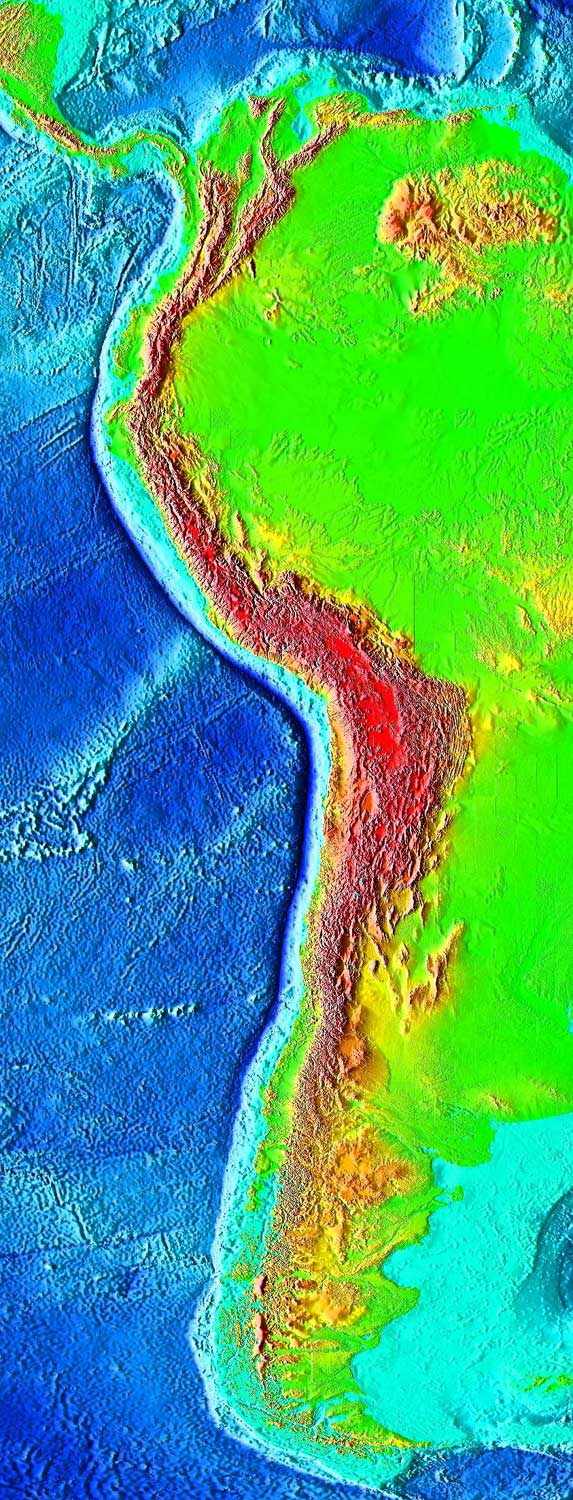
Atacamagraven är 5 900 km lång. Den följer Sydamerikas västkust och når utanför norra Chile ett djup på 8 065 m.
Bild: NOAA. (PD)

Djuphavsgravar (även djupgravar eller oceangravar) är långa sänkor i havsbotten längs med en öbåge eller kontinent. De uppstår i plattektoniska subduktionszoner. De flesta djuphavsgravarna är tusentals kilometer långa och sträcker sig vanligen till ett djup på 6 000 meter, eller 3–4 kilometer under omgivande djuphavsslätter och -bäcken. Marianergraven når på sitt djupaste ställe, Challengerdjupet, 10 971 meter under havsytan.
De konvergerande gränserna i jordens litosfär omfattar omkring 50 000 kilometer, varav större delen finns i Stilla havet och i östra Indiska oceanen. I Atlanten och Medelhavet finns relativt korta konvergerande gränser. 
Ett snitt genom en djuphavsgrav visar att gravens två sluttningar är asymmetriska med en svag yttre lutning (mot havet) på omkring 5° mot en inre lutning på omkring 10–16°. Den asymmetriska profilen beror på att den yttre sidan utgörs av översidan på den oceaniska plattan som håller på att pressas ned i manteln. Litosfärens tjocklek (omkring 10–200 kilometer) begränsar lutningen.
Vid djuphavsgravens rand bildar den oceaniska skorpan först en förhöjning för att sedan böjas ned i graven. På sluttningen bildas parallella, trappstegsliknande förkastningar.
Parallellt med djuphavsgravarna finns vulkaniska öbågar och vulkanbågar. Jordbävningar är vanliga kring djuphavsgravar.
Djuphavsgravar kan vara igenfyllda av sedimentmaterial.